# BloodRayne
BloodRayne è un videogioco d'azione in terza persona, sviluppato da Terminal Reality e pubblicato da Majesco Entertainment per PlayStation 2, Xbox, Nintendo GameCube, Microsoft Windows e Mac OS. Da questo gioco, nel 2005, il regista tedesco Uwe Boll ha tratto un omonimo film. Il sequel, BloodRayne 2, è stato pubblicato nel 2004. Una versione rimasterizzata del primo e secondo gioco chiamate BloodRayne: ReVamped e BloodRayne 2: ReVamped sono state pubblicate il 18 novembre 2021 per PlayStation 4, Xbox One e Nintendo Switch, mentre per Microsoft Windows vennero rilasciate per PC con il nome di BloodRayne: Terminal Cut.

## Caratteristiche
In BloodRayne il giocatore è chiamato ad impersonare Rayne, una tanto carismatica quanto conturbante vampira al soldo di una misteriosa compagnia, la Brimstone Society, che è incaricata di dare la caccia ai membri di un'organizzazione filo-nazista dedita ad attività esoteriche, conosciuta come Gegen Geist Gruppe (in tedesco "gruppo anti fantasma") o G.G.G.
Per farsi strada nella sua missione, Rayne ha a sua disposizione varie armi: le sue doppie lame, armi disponibili sin dall'inizio; il rampino, utilizzabile sia per afferrare i nemici e lanciarli in determinate direzioni oppure attirarli a sé, sia per effettuare fugaci attacchi a distanza; e le armi da fuoco, che vanno dalla semplice pistola al panzerfaust. Può inoltre avvalersi delle sue facoltà extrasensoriali vampiriche, come la "percezione dilatata", che le consente di modificare lo scorrere del tempo, oppure la "furia", per infliggere maggiori danni ai nemici.

## Trama
È il 1933. Il filmato introduttivo mostra due figure incappucciate che osservano la strada dal tetto di una chiesa, dove una giovane coppia è in fuga. La donna inciampa e l'uomo si appresta a soccorrerla, ma viene afferrato per il collo da una catena, che lo trascina in un vicolo buio. La testa dell'uomo rotola poco dopo ai piedi della donna, che emette un grido di terrore.
Si fa avanti Rayne, che si appresta a catturarla, ma poco prima che Rayne possa avvicinarsi la donna rivela la sua natura vampira e le salta addosso. Tra le due avviene una breve colluttazione ma alla fine è Rayne ad avere la meglio, che la sottomette e la interroga. La donna si dimostra però riottosa e Rayne la decapita con un colpo secco.
I rumori attirano una piccola orda di vampiri che si precipitano sul luogo, ma ad attenderli c' è solo una granata senza la sicura. Le figure incappucciate discutono in merito all'avvenimento e dopo un breve dialogo lasciano a Rayne un pendente come "biglietto da visita" e se ne vanno. Rayne, che si era dileguata sul tetto della chiesa poco dopo l'esplosione della granata, trova il pendente e contempla il simbolo impresso su di esso.
Passa circa un anno da quell'episodio. Rayne, diventata un agente al servizio della Brimstone Society, viene inviata insieme al suo supervisore, l'agente, Mynce a investigare su alcuni disordini causati da un'insolita epidemia che si sta propagando a Mortton, una piccola cittadina paludosa della Louisiana. Sul posto, le cui zone abitate sono sotto assedio, alcuni dei suoi abitanti infetti sono mutati in violente creature irrazionali. Inoltre il luogo è infestato da alcune creature denominate "maraisecq". Non passa molto prima che la situazione degeneri ulteriormente e le due donne trovano la causa principale dell'epidemia, dei misteriosi parassiti detti biomasse.
Le donne convengono dunque di cercarle individualmente, ma nonostante Rayne riesca ad eliminare tutte quelle che infestano la zona circostante e a salvare alcuni abitanti del villaggio, subentrano altri maraisecq, che portano via Mynce e i superstiti. Rayne si lancia dunque all'inseguimento delle creature, che la conducono presso una sorta di cimitero delle barche. Sul posto la donna trova tracce di un rituale esoterico, e mentre si accinge ad esaminarle viene attaccata da un maraisecq gigante, che i nativi del luogo chiamano "la Madre Nera". Dopo una lotta, Rayne abbatte la creatura e rinviene dalle sue membra un insolito frammento osseo luminescente, che a contatto con le sue mani si anima e cerca di entrare nel corpo di Rayne, che per il dolore perde i sensi.
Passano cinque anni dalle vicende di Mortton. A Rayne viene affidato l'incarico di eliminare un criminale di guerra tedesco, Juergen Wulf e i relativi membri di un'organizzazione terroristica sotto la guida di questi, il Gegen Gheist Gruppe, che opera presso uno stabilimento abbandonato in un atollo sconosciuto dell'Argentina. Sul luogo il G.G.G. sta compiendo alcuni esperimenti sui demoniti, delle creature fuoriuscite da alcuni misteriosi scavi rinvenuti nel sottosuolo della base, dove si suppone giaccia una delle reliquie di Beliar, che il G.G.G. sta cercando. Tuttavia, la situazione degenera molto rapidamente e nemmeno le armate del G.G.G. stesso riescono a fermare le creature sfuggite al loro controllo. Rayne approfitta dunque del caos creatosi nella zona per farsi strada verso gli scavi e indagare sulle intenzioni dell'organizzazione, ma d'altro canto, è ora costretta ad occuparsi anche dei demoniti oltre che dei bersagli designati e le milizie G.G.G.
Raggiunti i cosiddetti scavi, Rayne giunge presso una strana caverna a forma di alveare dove trova un teschio di vetro al suo interno contenente un occhio, parte delle suddette reliquie. Al contatto con Rayne, l'Occhio si insinua a forza nel suo bulbo oculare, fondendosi con esso e dotando Rayne della capacità di una vista sovrumana, ma la donna viene raggiunta dalle milizie del G.G.G., che nel frattempo cercano di distruggere il luogo, ormai assediato dai demoniti. Facendosi strada tra gli scontri a fuoco, Rayne fa fronte anche a Mauler, altro suo bersaglio, e raggiunge uno dei sottomarini del G.G.G., diretti ora presso un'altra meta.
Sempre attraverso uno dei mezzi di trasporto delle milizie, Rayne arriva presso il Gaustadt, un castello diroccato sperduto tra i monti in Germania.
Presso il Gaustadt la situazione è alquanto critica, in quanto delle creature primitive, poi identificata come un'antica specie vampirica, aggredisce gli invasori e ne cattura alcuni, inclusi i bersagli di Rayne. La sua ricerca inoltre, viene complicata dalle armate di macchinari bellici di Gosler, altro suo bersaglio, e dalle creature che stanno sterminando i soldati. Intanto, la donna si imbatte in Hedrox, capo delle bestie, che intende ucciderla per impossessarsi del suo occhio. Rayne lo colpisce mortalmente, ma questi, prima ancora di toccare il suolo, si sdoppia e si moltiplica ancora ogni qualvolta Rayane uccide lui o suoi cloni, pertanto, approfitta della struttura instabile dell'area per far precipitare il mostro nell'acqua, che è dannosa per i vampiri, rendendolo incapace di muoversi. Nel frattempo, Wulf e le restanti armate si stanno recando presso una torre, dove avverrà un rituale di resurrezione per Beliar, cosicché Wulf possa impadronirsi del suo essere e controllarlo.
Rayne giunge sul luogo e si accorge che fra gli ufficiali c'è Mynce, il suo supervisore agli inizi del suo servizio nella Brimstone creduta morta alcuni anni prima, ora al servizio del G.G.G. . Questa rivelazione causa l'ira di Rayne, che si precipita verso il convoglio e l'affronta, mettendola temporaneamente in fuga. Intanto, ad ostacolare il cammino di Rayne ci sono i gemelli Krieger. Solo poco tempo più tardi incontra di nuovo Mynce, che fa chiarezza su tutto ciò che sta accadendo, spiegandole che ha sfruttato la sua presunta morte per infiltrarsi sotto falsa identità nel G.G.G., per ricavarne informazioni ed eventualmente smantellarlo, contribuendo inoltre all'eliminazione di alcuni bersagli assegnati a Rayne. Le donne si recano presso la torre designata per il rituale, ma Wulf intercetta Mynce e la uccide strappandole il cuore.
Rayne insegue Wulf e giunge presso la torre, ma ormai il rituale è ultimato e Beliar risorge. Rayne ha ora il duplice compito di eliminare Wulf e il demone, il quale aumenta mano a mano di dimensione. Rayne elimina entrambi, conclude la sua missione e viene informata dalla Brimstone che hanno trovato suo padre, il suo prossimo bersaglio.

## Personaggi
- Rayne - Una vampira autodidatta dalla condotta sanguinaria e amorale, ingaggiata dalla Brimstone Society per eliminare Juergen Wulf e tutti gli altri membri della G.G.G. del quale è il comandante. Si conosce molto poco delle sue origini.
- Mynce - Una vampira di origini tibetane da diverso tempo al servizio della Brimstone nonché mentore ed amica di Rayne, che affianca nel corso della sua missione. Appare, a differenza dell'impulsiva Rayne, molto più saggia e pacata e con un approccio offensivo più mansueto.
- DarkMan - Un dipendente della Brimstone Society che assiste Rayne via radio. Non appare mai di persona.
- Comandante Supremo Juergen Wulf - Un criminale della prima guerra mondiale scampato all'esecuzione capitale fuggendo in Sudafrica. È il fondatore della G.G.G., un'organizzazione costituita da occultisti e sanguinari che mirano ad accrescere il potere dei nazisti. Per poter arrivare a ciò, Wulf si è messo alla ricerca delle reliquie del profetico demone Beliar, che sembrano garantire l'immortalità.
- Dr. Bàthory Mengele - Conosciuta anche come "La Macellaia", la Dr. Bàthory Mengele è una scienziata della G.G.G. a capo della "Squadra della Morte", che compie alcuni studi sui "demoniti", degli abomini viventi incapaci di distinguere il piacere dal dolore, per le quali la donna prova un perverso fascino tanto da nutrirle con i suoi stessi soldati. 
È la discendente diretta di Erzebeth Bathory, efferata serial killer del XVI secolo realmente esistita. Il nome "Mengele" è un chiaro riferimento a Joseph Mengele, un dottore anch'egli realmente esistito, che esercitava la sua professione presso i campi di concentramento nazisti, soprannominato l'"Angelo della Morte", per le sue numerose vittime.
- Colonnello di fanteria Kommando - Un misterioso e taciturno ufficiale di Wulf dal viso mascherato, del quale non si conosce il vero nome.
- Simon & Sigmund Kreiger - Dei gemelli congiurati divisi alla nascita dotati di un certo narcisismo che coprono entrambi il ruolo di decani nella G.G.G., soprannominati i "gemelli Doppelganger" (un termine tedesco che indica "il duplice se stesso" ). Per quanto possano essere forti, le sorti dell'uno dipendono tuttavia da quelle dell'altro.
- Sommo Sacerdote Von Blut - Un sacerdote autoproclamato dell'ordine dei Thule, al servizio della G.G.G., convinto che la razza ariana discenda dal popolo di Atlantide e che Beliar fosse il loro re, tagliato fuori dopo la distruzione del suo regno.
- Brigadiere Generale D. Mauler - Uno dei principali membri della G.G.G., dalla stazza imponente e fisicamente potenziato grazie ad alcuni interventi di ingegneria meccanica.
- G. Gosler - Un altro dei principali membri della G.G.G., che dirige il plotone dell'artiglieria pesante.
- Hedrox l'Infinito - Il capobranco di un'antica specie vampirica in via di estinzione che da tempo immemorabile vive tra le rovine di un castello, situate in una remota regione montuosa della Germania. La caratteristica principale di Hedrox sta nel duplicarsi ogni volta che questi viene ucciso, come un Idra.
- Beliar - Un antico demone del quale si dice che fosse l'originario regnante dell'Inferno, spodestato dall'angelo caduto Mefistofele ucciso ed infine fatto in mille pezzi, disseminati in varie parti del mondo.
- Deputato Gorham - Un politico di Mortton di indole alquanto sprezzante e impavida, che cerca di opporre resistenza all'invasione dei maraisecrq.
- Mr. Beauregard - Altro abitante nativo di Mortton, è il cinico patriarca di una delle poche ricche famiglie residenti nel villaggio.
- Miss Beauregard - La giovane figlia del signor Bauregard. Rimane confinata insieme al padre nella tenuta di famiglia, assadiata dai maraisecrq.
- Jean - Uno dei pochi superstiti dell'epidemia di Mortton. Di lui si sa soltanto che è il cognato del deputato Gorham.
- Il becchino - Il custode del cimitero di Laeveau, l'unico cimitero del villaggio. Si occupa per primo di ritrovare e soccorrere i concittadini superstiti.
- La donna in rosso - Un'altra dei pochi superstiti recuperati da Rayne. È lei a rivelare a Rayne cosa sta accadendo veramente a Mortton.
- Marassa - Nel gioco questa misteriosa figura femminile viene solo menzionata. Si tratta di una strega Voodoo che aiuta Juergen Wulf ad evocare la cosiddetta Madre Nera per estrarne una delle Reliquie di Beliar.

## Accoglienza
La rivista Play Generation classificò Rayne come il terzo personaggio meno vestito dei videogiochi usciti su PlayStation 2.